# What I've Done
Singles de Linkin Park
Numb/Encore Bleed It Out
Pistes de Minutes to Midnight
Shadow of the Day Hands Held High
What I've Done est le premier single de l'album Minutes to Midnight de Linkin Park, sorti en avril 2007. C'est également la bande-son du générique du film Transformers.

## Titres
1. What I've Done (Minutes to Midnight)
2. Faint (Live)
3. From the Inside

## Clip de What I've Done
Le clip de What I've Done a été tourné dans un désert de la Californie. Il est composé de nombreuses images d'archives (montrant Gandhi, Hitler, Staline, Mao Zedong, Che Guevara, etc.) et de vidéos tirées de faits actuels dénonçant le comportement de l'Homme sur Terre. Il y est question du réchauffement de la planète, de la pollution de l'eau, de l'air, du capitalisme, des guerres, des émeutes, des essais nucléaires, de la faim dans le monde, de l'obésité, de la dépravation de l'Homme et de l'environnement, par l'Homme.

## Autre
On notera la présence d'armes nucléaires et de destruction massive dans le clip vidéo. Le titre de l'album, Minutes To Midnight, fait référence à l'Horloge de la fin du monde (en anglais Doomsday Clock), sur laquelle minuit (12h) représente la fin du monde par une guerre nucléaire.
Au moment de la sortie de l'album, un titre du groupe suédois Tribal Ink a été diffusé (à tort) en Peer-2-Peer comme étant What I've Done.
Ce titre a aussi servi dans le film Transformers dans le générique.
La chanson fut, par ailleurs, la chanson d'introduction dans l'émission "piège de stars" pour le piège avec Thierry Lhermitte.
Cette chanson fut présente dans un épisode d'Alerte Cobra dans l'épisode "Le Mauvais Choix".
La Chanson est également utilisée en tant que générique de fin du film Transformers, sorti la même année que le titre.

## Personnel
- Réalisateur : Joe Hahn
- Membres du groupe :
  - Chester Bennington - Chant
  - Rob Bourdon - Batterie
  - Brad Delson - Guitare
  - Joe Hahn - DJ
  - Dave Farrell - Basse
  - Mike Shinoda - Guitare, piano. Backing vocals

## Certifications
| Pays                    | Certification | Unités certifiées |
| ----------------------- | ------------- | ----------------- |
| Allemagne (BVMI)        | Or            | 150 000           |
| États-Unis (RIAA)       | 5 × Platine   | 5 000 000         |
| Italie (FIMI)           | Platine       | 50 000            |
| Nouvelle-Zélande (RMNZ) | Or            | 5 000             |
| Royaume-Uni (BPI)       | Platine       | 600 000           |
| Suède (GLF)             | Or            | 10 000            |
| Suisse (IFPI)           | Platine       | 30 000            |